# Salt (Catalunha)
Salt é um município da Espanha na comarca de Gironès, província de Girona, comunidade autónoma da Catalunha. Tem 6,6 km² de área e em 2021 tinha 32 230 habitantes (densidade: 4 883,3 hab./km²).

## Demografia
| Variação demográfica do município entre 1991 e 2004[carece de fontes?] | Variação demográfica do município entre 1991 e 2004[carece de fontes?] | Variação demográfica do município entre 1991 e 2004[carece de fontes?] | Variação demográfica do município entre 1991 e 2004[carece de fontes?] |
| ---------------------------------------------------------------------- | ---------------------------------------------------------------------- | ---------------------------------------------------------------------- | ---------------------------------------------------------------------- |
| 1991                                                                   | 1996                                                                   | 2001                                                                   | 2004                                                                   |
| 21807                                                                  | 21519                                                                  | 21238                                                                  | 25912                                                                  |